# 愉景灣碼頭
愉景灣渡輪碼頭（英語：Discovery Bay Ferry Pier）是香港大嶼山大白灣內的一個渡輪碼頭，是一座樓高兩層的建築物，屬於愉景灣總體規劃工程的一部分，隨愉景灣第一期於1982年落成啟用，並同時開辦愉景灣來往卜公碼頭（現時來往中環3號碼頭）的航線。碼頭設有有兩邊泊位，除基本設施如售票機、顧客服務中心及洗手間外，還有7-Eleven便利店（閘外）、Pacific Coffee（閘內），而入閘機採用後期的活板閘機設計（早年曾用傳統轉棍閘機），接受AlipayHK「易乘碼」、支付寶「乘車碼」、單程票及八達通付款。

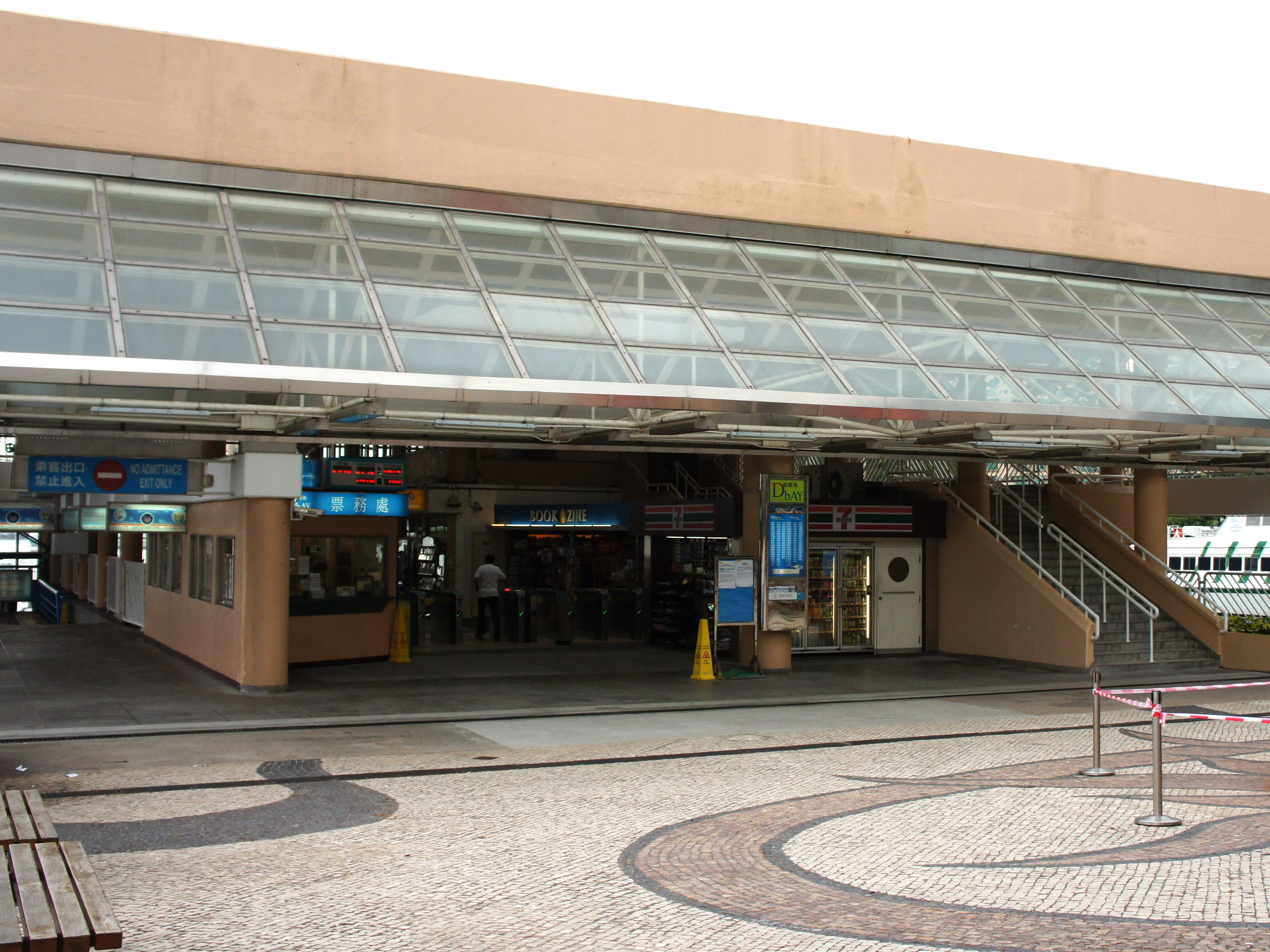
愉景灣碼頭入口
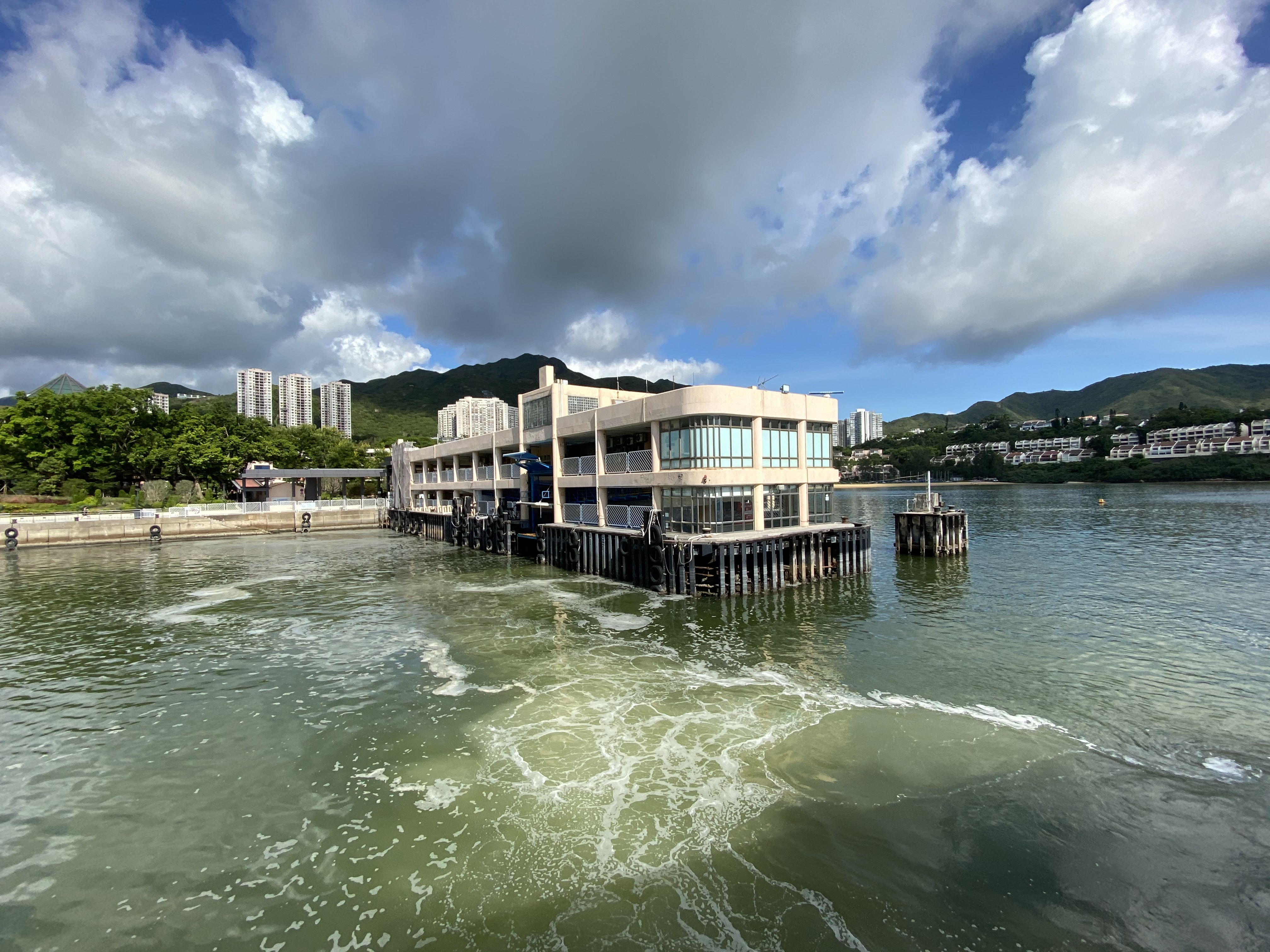
愉景灣碼頭外貌
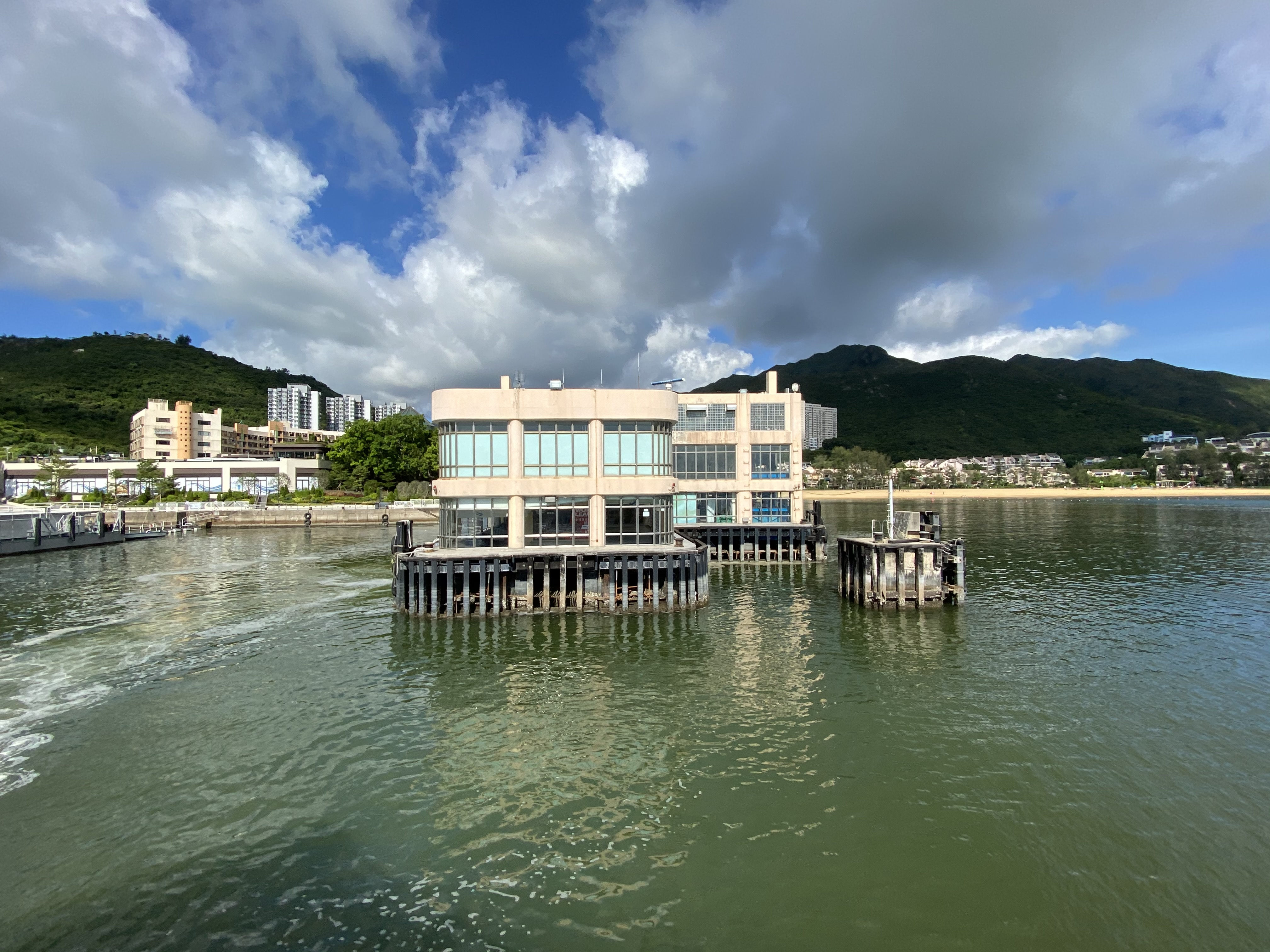
愉景灣碼頭外貌2
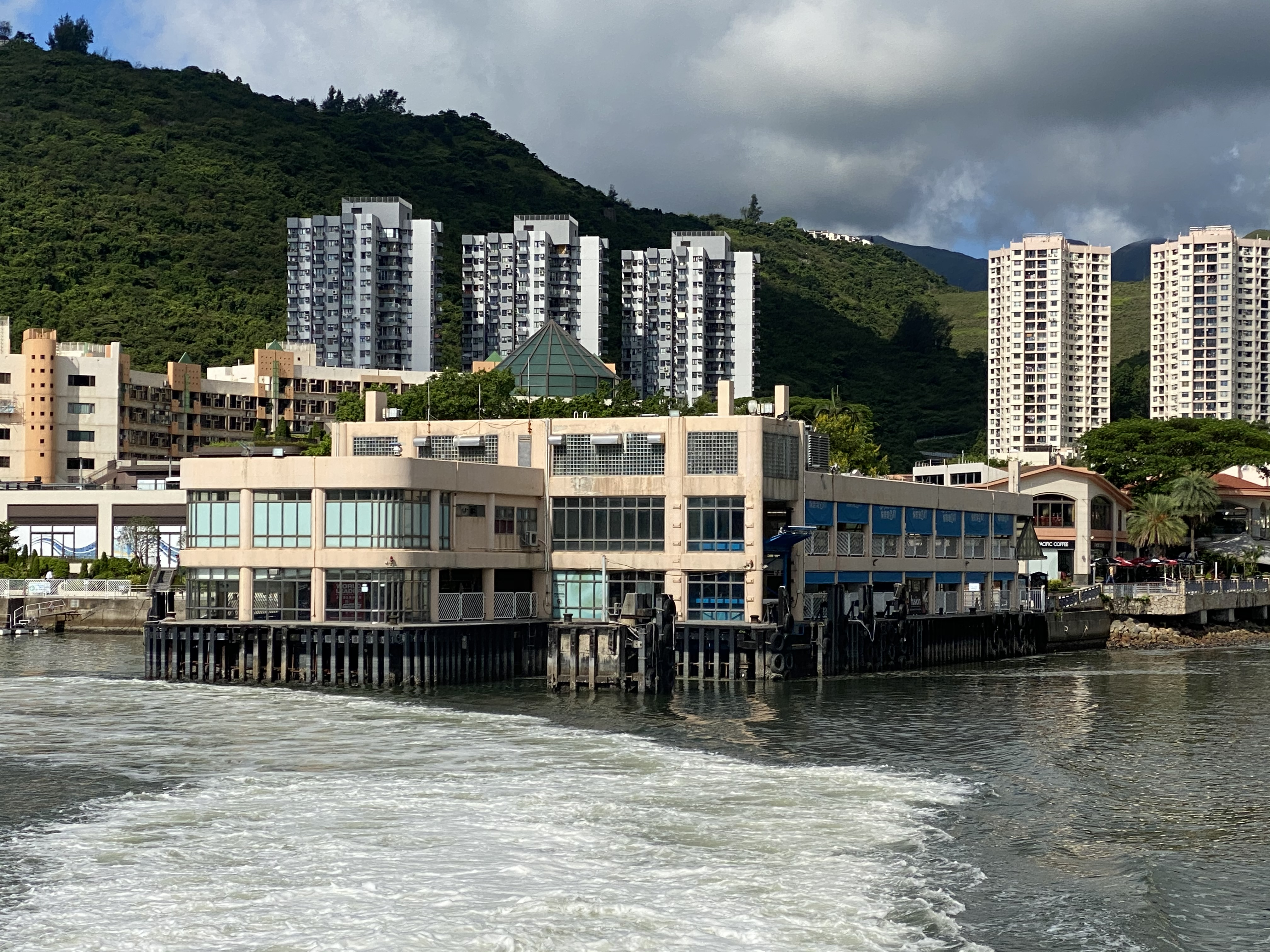
愉景灣碼頭外貌3

## 鄰近
- 愉景灣
- 愉景灣巴士總站
- 愉景灣美食廣場 (D Deck)

## 接駁交通
- DB00R：區內巴士路線
- DB01R：愉景灣碼頭-東涌港鐵站
- DB02R：愉景灣碼頭-香港國際機場
- DB03R：愉景灣碼頭-欣澳港鐵站
- DB08R：愉景灣（碧濤軒28號）↔中環三號碼頭

## 外部参考
- http://www.ushb.net/rtinfo/DBindex.htm （页面存档备份，存于）
- 運輸處專營及持牌渡輪服務港外線 中環—愉景灣服務詳情